# Бюджетне призначення
Бюджетне призначення — це повноваження, яке надано головному розпоряднику коштів бюджету Законом України про державний бюджет, постановою Верховної Ради Автономної Республіки Крим, рішенням місцевої ради про місцевий бюджет, що має кількісні та часові обмеження, яке дозволяє Мінфіну, Державному казначейству або місцевому фінансовому органу надавати бюджетні асигнування для здійснення платежів на конкретні заходи за рахунок коштів відповідного бюджету.